# Banditore
Il banditore era un incaricato che leggeva ad alta voce per le vie le disposizioni delle autorità; nell'Antica Grecia la sua figura coincideva in parte con quella dell'araldo.
In età moderna il banditore è un dipendente o collaboratore di una casa d'aste.

## Storia

### Mondo antico
Nel periodo dell'Impero romano d'Occidente ( I secolo a.C. - IV secolo) il condannato alla crocefissione era preceduto dal banditore, il quale informava i passanti delle generalità, del delitto, e della sentenza emessa. Nelle rappresentazioni teatrali, il banditore, chiamato precone (praeco, praeconis), annunciava al pubblico il titolo della rappresentazione, ripetuto a volte da un cartello, riassumendo ciò che si sarebbe visto. La figura del banditore, la ritroviamo nei testi talmudici (Talmud babilonese, I-V secolo, durante lo svolgimento del processo a Gesù da parte del sinedrio.

### Medioevo

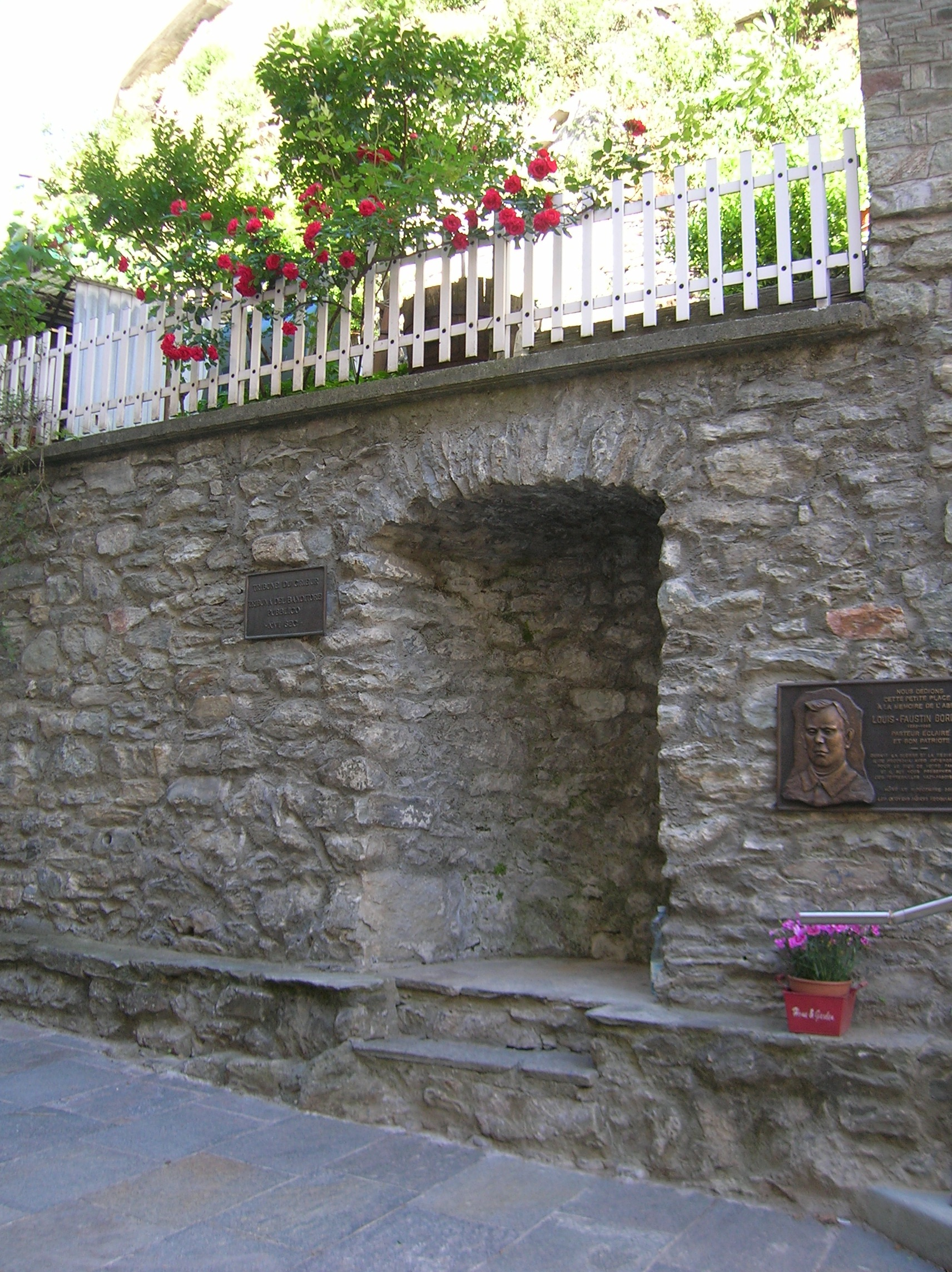
La tribuna del banditore pubblico di Hône (AO).

Nel Medioevo, il banditore diffondeva le notizie in modo capillare e molto veloce. Iniziava il suo bando cominciando dai quartieri più popolati e nelle ore in cui era probabile la presenza della gente. Il banditore dell'epoca assumeva un ruolo indispensabile, data la mancanza di qualunque mezzo di informazione. Molte persone usufruivano di questo servizio, venditori di stoffe, ambulanti e commercianti, i quali promuovevano le loro merci tramite il banditore. Spesso il rivenditore pagava il banditore in natura, con frutta, verdura, pesce o con altri generi che gli aveva pubblicizzato.

### Feudalesimo medievale
Tra il IX e X secolo, durante il fenomeno dell'incastellamento, il banditore aveva il compito di citatore ed esecutore delle sentenze, generalmente fungeva anche da poliziotto e carceriere. Nei tornei organizzati dai comuni, il banditore aveva l'incarico di organizzatore della manifestazione.

### Età moderna e contemporanea
Generalmente l'incarico di banditore pubblico, veniva conferito ad una persona che lavorava per il comune, impiegato in altre mansioni dell'epoca, guardiano del cimitero, spazzino, guardaboschi. Con il passare del tempo, la professione del banditore si è evoluta. 

## Figure letterarie, cinematografiche, teatrali e discografiche
- Rugantino personaggio della Roma del 1830 (teatro)
- Rossini! Rossini!, film di Mario Monicelli
- Darò un milione film di Mario Camerini
- Il banditore di ferie, citato da Boccaccio
- Il Banditore album discografico di Enzo Del Re